# Na křídlech vážky
Na křídlech vážky (v anglickém originále Dragonfly) je německo-americký nadpřirozený filmový thriller z roku 2002, který natočil režisér Tom Shadyac podle scénáře Brandona Campa, Mikea Thompsona a Davida Seltzera podle Campova a Thompsonova námětu. Film produkovali Gary Barber, Roger Birnbaum, Mark Johnson a Shadyac. V hlavní roli se představil Kevin Costner jako truchlící lékař, kterého prostřednictvím zážitků blízkých smrti jeho pacientů kontaktuje jeho mrtvá žena. Po uvedení do kin byl snímek kritickým i komerčním propadákem, při produkčním rozpočtu 60 milionů dolarů utržil pouze 52,3 milionu dolarů a kritici jej vesměs odmítali jako „sentimentální, nudný a zmatený“ a „příliš melancholický a klišovitý“. 

## Děj
Joe a Emily Darrowovi jsou lékaři v chicagské nemocnici. Emily, v sedmém měsíci těhotenství, odjíždí do Venezuely pomáhat domorodcům. Při sesuvu půdy havaruje autobus, ve kterém cestuje, a spadne do řeky. Emilyino tělo není nikdy nalezeno.
Joe se vrací do práce, ale začínají se dít zvláštní věci. Jedné noci spadne na zem papírové závaží s motivem vážky, která Emily milovala a měla ho dokonce jako mateřské znaménko. V dětském onkologickém oddělení začne Joe navštěvovat Emilyiny pacienty. Jeden z nich, po prožité klinické smrti, říká, že ho poslala Emily, aby Joeovi něco sdělil. Děti kolem kreslí podivný kříž a opakují, že musí „jít k duze“.
Joe si brzy všimne dalších nevysvětlitelných znamení – jeho papoušek se začne chovat podivně, na podlaze se v rozbitém květináči objeví symbol kříže, a v okně zahlédne Emily. Kontaktuje kontroverzní jeptišku, která věří, že Emily se mu snaží něco sdělit ze záhrobí. Když se chystá prodat dům, jeho obsah se sám přemístí zpět na svá místa. Na mapě zahlédne symbol kříže, který označuje vodopád. Vzpomene si na fotografii Emily před vodopádem s duhou.
Joe se vydává na místo její nehody. V řece objeví potopený autobus a při průzkumu vidí Emilyinu vizi. Je zachráněn a domorodci ho odvedou do vesnice. Říkají mu, že Emily sice nepřežila, ale zachránili její duši. V chatrči pak Joe nachází své dítě, které Emily nosila – dívku s mateřským znaménkem ve tvaru vážky. Uvědomuje si, že Emily mu celou dobu chtěla říct o jejich dceři. O několik let později si Joe hraje se svou malou dcerou, která vypadá přesně jako Emily.